# Гофман, Франц Карл
Франц Карл Гофман (нем. Franz Karl Hoffmann; 1804—1881) — немецкий философ; профессор Вюрцбургского университета.

## Биография
Франц Карл Гофман родился 19 января 1804 года в городе Ашаффенбурге. Изучал юриспруденцию в 1826-1827 гг., а затем в 1832 году слушал лекции по философии и теологии в Мюнхене. После этого брал уроки у представителя философского романтизма Франца Ксавера фон Баадера и увлёкшись его идеями, значительно содействовал распространению философских воззрений последнего.
В 1834 году он был приглашён на должность профессора в лицее города Амберга, а в следующем году в качестве профессора философии получил место в Вюрцбургском университете, где и проработал до конца жизни.
Франц Карл Гофман умер 22 октября 1881 года в Вюрцбурге.
Полное собрание сочинений Гофмана: «Philosophische Schriften» вышло в 1868—1882 гг.